# 神行太保 (1989年电影)
《神行太保》是一部由趙良駿执导编剧，刘德华、苗侨伟、林俊賢主演的一部聚焦新闻业的香港写实题材电影。電影於1988年拍攝，1989年5月25日在香港上映。

## 剧情
讲述一家报社的记者合力揭发了一个有权势的资本家庞祖兆的丑恶行为并与之对抗的故事。
楊家聰是刚从学校毕业入职报社的实习新人，他出身富贵，其父与大老板庞祖兆是朋友。报社职员徐杰抵抗住压力写了一篇庞祖兆经过有关机构调查问话后就生病住院的新闻报导，导致庞的企业股价大跌，徐杰因此受到庞之手下的威逼和殴打。徐杰、太保和家聰三人为了调查庞氏企业的真相还轮流跟踪庞，发现庞的情妇歌手童小姐怀孕后被逼流产，而家聪之前一直喜欢着童小姐。在一次庞召开的要澄清有关新闻的记者会上，太保言辞犀利的问话也惹怒了庞。童小姐后来在浴缸里割腕自杀，家聪则从她的遗体身边拿到了一份记录了庞涉嫌犯罪的机密文件，其中包括有他向多人行贿的记录，警局的警官张SIR就是其中之一。庞当面向家聪索要文件未果，就派人动粗追拿家聪；幸得到徐杰、太保和报社其他职员的鼎力相助，家聪得以保住文件。该文件被报社出版后庞因涉嫌“巨骗案”而被警方逮捕。

## 角色
| 演員   | 角色   | 介紹           | 粵語配音 |
| 刘德华 | 太保   | 报社摄影记者   | 朱子聰   |
| 苗侨伟 | 徐杰   | 报社主任       | 苗侨伟   |
| 林俊賢 | 楊家聰 | 报社实习记者   | 林俊賢   |
| 曾志偉 |        | 報社總編輯     | 曾志偉   |
| 鄺美雲 | 童小姐 | 歌手，庞的情妇 |          |
| 羅維   |        | 報社社長       | 金貴     |
| 黃錦江 | 庞祖兆 | 大老闆，大反派 | 金貴     |
| 柯受良 |        | 庞手下         |          |
| 趙紅仙 |        |                |          |
| 黃秋生 | 律师   | 庞手下         | 張炳強   |
| 夏占士 |        |                |          |
| 張家輝 |        | 警员           | 鄧榮銾   |
| 朱斗   |        |                |          |